# Selim
Pour les articles homonymes, voir Selim (homonymie).
Selim est une ville et un district de la province de Kars dans la région de l'Anatolie orientale en Turquie.